# Microtropis semipaniculata
Microtropis semipaniculata är en benvedsväxtart som beskrevs av Ching Yung Cheng och T.C. Kao. Microtropis semipaniculata ingår i släktet Microtropis och familjen Celastraceae. Inga underarter finns listade.